# Gemeine Kugelmuschel

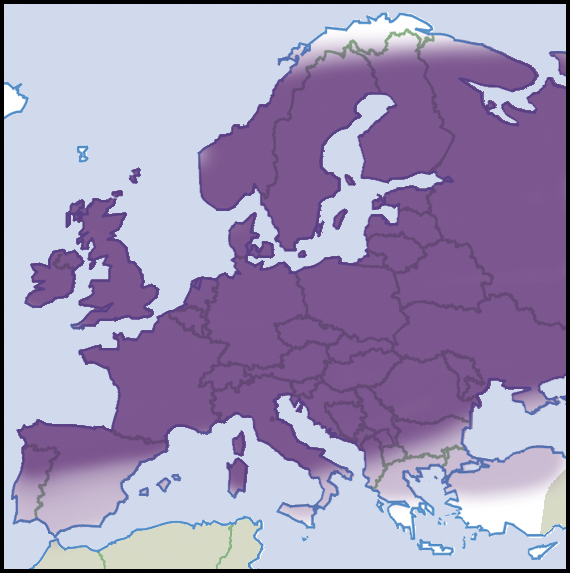
Das ungefähre Verbreitungsgebiet in Europa nach Dr. Francisco Welter-Schultes. In hell violett gefärbten Regionen wurden nur wenige Nachweise der Art gefunden.

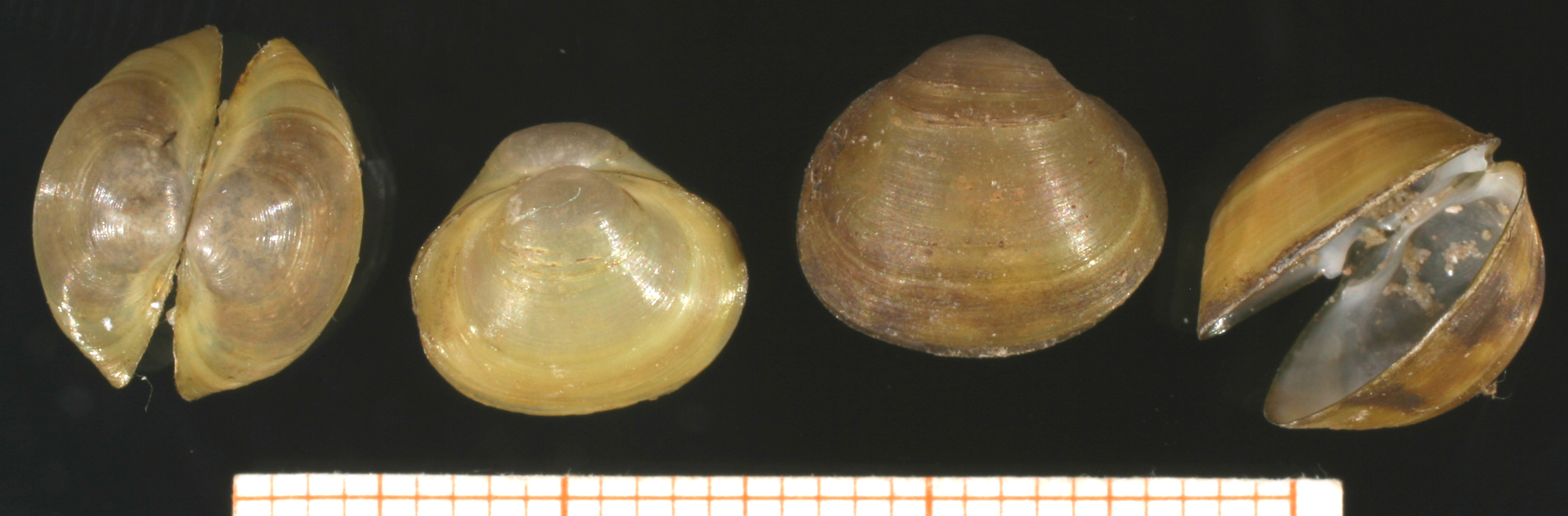
Die Schalen verschiedener Exemplare

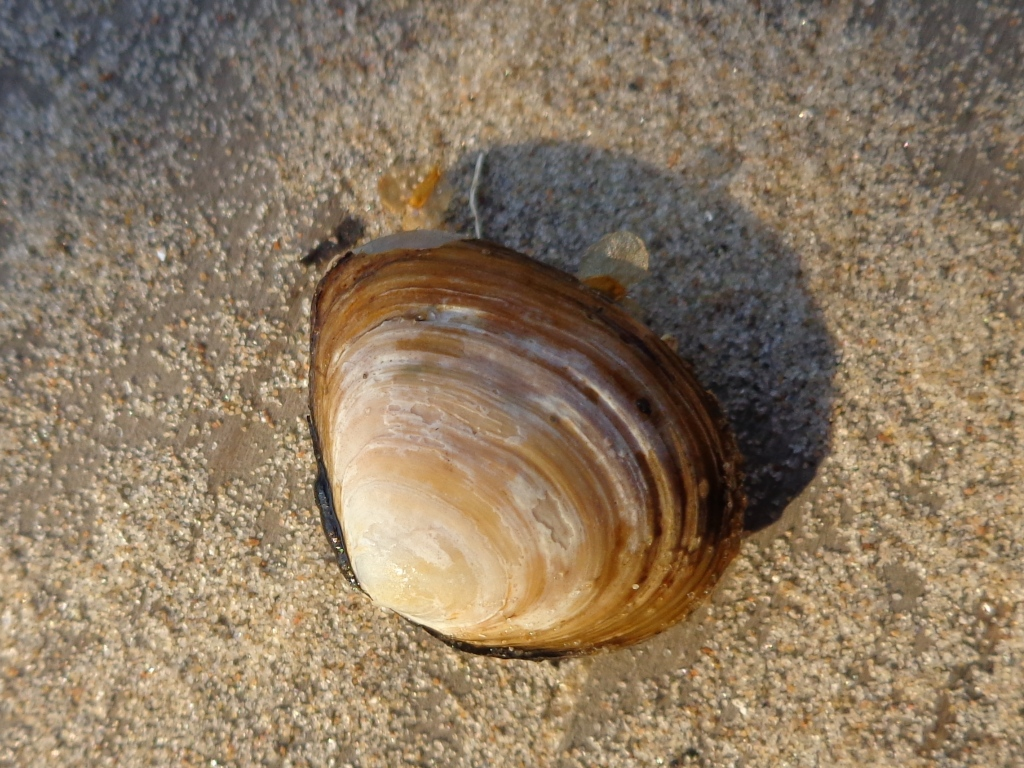
Ein Exemplar aus Lettland

Die Gemeine Kugelmuschel (Sphaerium corneum), auch Hornfarbene Kugelmuschel oder Linsenmuschel genannt, ist eine Art der Süßwassermuscheln und weit in Europa und im Westen Asiens verbreitet. Sie ist eine der häufigsten heimischen Muschelarten.

## Merkmale
Die Länge der Muschelschalen beträgt 9–14 mm. Die dünnwandigen und ovalen Schalen sind von hell gelblicher bis dunkel bräunlicher oder grauer Färbung mit leicht unregelmäßigen konzentrischen Streifen und stark aufgebläht. Junge Muscheln sind häufig heller gefärbt als die älteren Tiere. Das Verhältnis von Höhe zu Länge der Schalen beträgt 0,8–0,88. Der Weichkörper ist blass durchscheinend bis bläulich gefärbt.

### Verwechslungsarten
Im Unterschied zur Sumpf-Kugelmuschel (Sphaerium nucleus) und zur Ovalen Kugelmuschel (Sphaerium ovale) ist die Schlossleiste bei der Gemeinen Kugelmuschel im Wirbelbereich immer verschmälert und die hinteren Muskelabdrücke (Adduktor und Siphonalretraktor) sind miteinander verschmolzen. Die Ovale Kugelmuschel ist zudem in der Regel etwas kleiner, stärker kugelig-dicker und mit sehr dicht stehenden Schalenporen. Dennoch sind beide Arten der Gemeinen Kugelmuschel extrem ähnlich und nur schwer zu unterscheiden. Andere Arten der Gattung sind sehr selten und mit schwachen oder stärkeren konzentrischen Rippen versehen. Vertreter der Gattung Musculium sind grob ähnlich, jedoch mit gerader Schlossleiste und damit leicht eckig im Umriss.
Rechte und linke Klappe des gleichen Tieres:

Rechte Klappe
Linke Klappe

## Verbreitung und Lebensraum
Die Gemeine Kugelmuschel ist nahezu in ganz Europa verbreitet. Sie fehlt nur in Teilen des äußersten Norden Fennoskandinaviens, auf den Färöer und auf Island. Aus Südeuropa und Osteuropa sind weniger Nachweise bekannt, so scheint sie auf der Iberischen Halbinsel oder der Balkanhalbinsel weniger verbreitet zu sein und fehlt auf den meisten Mittelmeerinseln. Außerhalb Europas lebt sie in der Türkei, im Kaukasus, in Kasachstan und in weiten Teilen Russlands. Hier kommt sie östlich bis in die westlichen Gebiete Sachas (Jakutiens) vor, eventuell auch bis in die Gegend um den Baikalsee und nördlich in Sibirien bis etwa zum 70. Grad nördlicher Breite. In Zentral- bis Westasien kommt sie auch in kleinen Grenzgebieten folgender Länder vor: Kirgisistan, Tadschikistan, Usbekistan, Turkmenistan, Iran und Syrien. Außerdem wurde die Art in den Osten Nordamerikas eingeschleppt und lebt hier stellenweise in der östlichen Hälfte der Vereinigten Staaten und im äußersten Südosten Kanadas (Quebec, Ontario), vor allem im Gebiet um die Großen Seen und hier insbesondere im Eriesee und Ontariosee.
Die Gemeine Kugelmuschel bewohnt die verschiedensten flachen Süßgewässer, sowohl stehende als auch langsam fließende, beispielsweise Altwässer von Flüssen, im Verlandungsbereich von Kleinseen, in Teichen und Torfstichen und toleriert auch Brackwasser. Sie lebt in diesen Habitaten am Grund oder in den Sedimenten, klettert aber auch gut über Wasserpflanzen um geeignetere Orte zur Nahrungsaufnahme aufzusuchen. Obwohl sie nährstoffreiche Gewässer zur Nahrungsaufnahme bevorzugen, sind sie empfindlich gegenüber organischer Verschmutzung der Gewässer und daher Bioindikatoren für nur gering verschmutzte Gewässer. Die Art kann in den Gewässern, in denen sie vorkommt, in sehr hoher Zahl gefunden werden (hohe Abundanzwerte aufweisen).

## Lebensweise
Die Art ernährt sich durch Filtrieren. Als Nahrung wird Phytoplankton, beispielsweise Kieselalgen aufgenommen, zur Not aber auch tote organische Substanzen. Sie sind sehr tolerant gegenüber Sauerstoffmangel im Wasser, vor allem bei geringen Temperaturen. Dies befähigt sie, sich im Bodengrund einzugraben um sich vor Feinden zu verstecken oder weitere Nahrungsquellen zu ergründen. Des Weiteren sind sie dadurch in der Lage, über längere Zeiträume hinweg in Gewässern mit wenig Wasser zu überleben, da es hier zu einer Abnahme an Sauerstoff kommt. Trockenheitstolerant sind sie jedoch nicht, in Abwesenheit von Wasser überleben sie nicht lange. Die Gemeine Kugelmuschel ist ein Hermaphrodit und ovovivipar. Die Eier entwickeln sich in einem Brutsack innerhalb der Muscheln. Adulte Muscheln können mindestens 1–20 Embryonen mit sich transportieren, die bereits nach mehreren Monaten 4 mm lang und geschlechtsreif sind. Die Lebenserwartung beträgt bis zu drei Jahre. Bekannte Parasiten der Art sind Saugwürmer der Gattung Phyllodistomum. Verschiedene Amphibien wie Erdkröten, Springfrösche oder Rotbauchunken sind bekannt dafür, der Art bei ihrer Ausbreitung zu helfen, da sich die Muscheln an den Zehen der Froschlurche festhaften können. Dies könnte ein Ausgleich dafür sein, dass den Kugelmuscheln ein freies Larvenstadium fehlt und sie daher auf eine Verbreitung als erwachsene Tiere angewiesen sind – dies funktioniert zoochor (mit Hilfe anderer Tiere) effektiver als alleine. Entfernt man die festgehafteten Muscheln, können Wunden an den Froschlurchen zurückbleiben.

## Gefährdung
Die IUCN listet die Art als nicht gefährdet (least concern).

## Taxonomie
Die Art gehört zur Familie Sphaeriidae Deshayes, 1855. Diese wurde lange Zeit der Ordnung Venerida A. Adams & H. Adams, 1854  und hier der Überfamilie Corbiculoidea J. E. Gray, 1847 zugeordnet. Mittlerweile wird sie jedoch in die Ordnung Sphaeriida Lemer, Bieler & Giribet, 2019 und hier in die Überfamilie Sphaerioidea Deshayes, 1855 eingeordnet.

### Synonyme
Die Art wurde von Carl von Linné 1758 unter dem Namen Tellina cornea erstbeschrieben. Weitere in der Literatur zu findende Synonyme sind Cyclas cornea (Linnaeus, 1758), Sphaerium ssorense W.Dybowski, 1902 und Sphaerium westerlundi W.Dybowski, 1902.

### Unterarten
Die Art gliedert sich in folgende drei Unterarten:
- Sphaerium corneum cerasus Clessin
- Sphaerium corneum corneum
- Sphaerium corneum mammillanum Westerlund, 1871